# Rubus sengorensis
Rubus sengorensis är en rosväxtart som beskrevs av A.J.C. Grierson och D.G. Long. Rubus sengorensis ingår i släktet rubusar, och familjen rosväxter. Inga underarter finns listade i Catalogue of Life.